# Жололу, Мария Инес
Мария Инес Жололу (порт. Maria Inês Jololo; род. 30 ноября 1975) — ангольская гандболистка, полевой игрок. Участница летних Олимпийских игр 2004 года, чемпионка Африки 2004 года.

## Биография
Мария Инес Жололу родилась 30 ноября 1975 года.
Играла в гандбол за ангольские «Дешпортиву да Энана» и «Примьеру де Агошту» из Луанды.
В 2000 году вошла в состав женской сборной Анголы по гандболу на летних Олимпийских играх в Сиднее, занявшей 9-е место. Играла в поле, провела 5 матчей, забросила 6 мячей (по два в ворота сборных Венгрии и Франции, по одному — Румынии и Южной Кореи).
В 2004 году вошла в состав женской сборной Анголы по гандболу на летних Олимпийских играх в Афинах, занявшей 9-е место. Играла в поле, провела 5 матчей, забросила 5 мячей (четыре в ворота сборной Греции, один — Франции).
В том же году выигрывала золотую медаль чемпионата Африки в Египте.